# Col·lecció d'Automòbils Salvador Claret
|  | Per al museu andorrà vegeu Museu de l'Automòbil (Andorra). |

La Col·lecció d'Automòbils Salvador Claret o Museu de l'Automòbil és una col·lecció privada de caràcter familiar, situada a Sils, a la comarca de la Selva, concretament al quilòmetre 698 de l'Autovia A2, al costat de l'Hostal del Rolls.
Va ser el primer museu d'aquesta temàtica obert diàriament al públic arreu de l'Estat Espanyol. Actualment està integrat en el sistema de museus tècnics del Museu Nacional de la Ciència i de la Tècnica de Catalunya.
L'origen d'aquesta col·lecció és l'afició personal de Salvador Claret (1909-1984), fundador també del Motor Club Girona, qui va començar la seva col·lecció adquirint un Ford T del 1923. Nascut a Vilanna (Gironès), Salvador Claret i Naspleda fou un automobilista i empresari turístic. Des de ben petit era ja un expert conductor, amb una intuïció per la mecànica fora de l'habitual. El 1934, regenta a Girona el garatge Central, on, animat per diferents amics seus, entre ells el banquer Bonmatí, hi muntarà la primera autoescola gironina el 1936. És considerat un dels primers protectors que ha tingut Espanya per a la conservació del seu Patrimoni Tècnic.

## Col·lecció

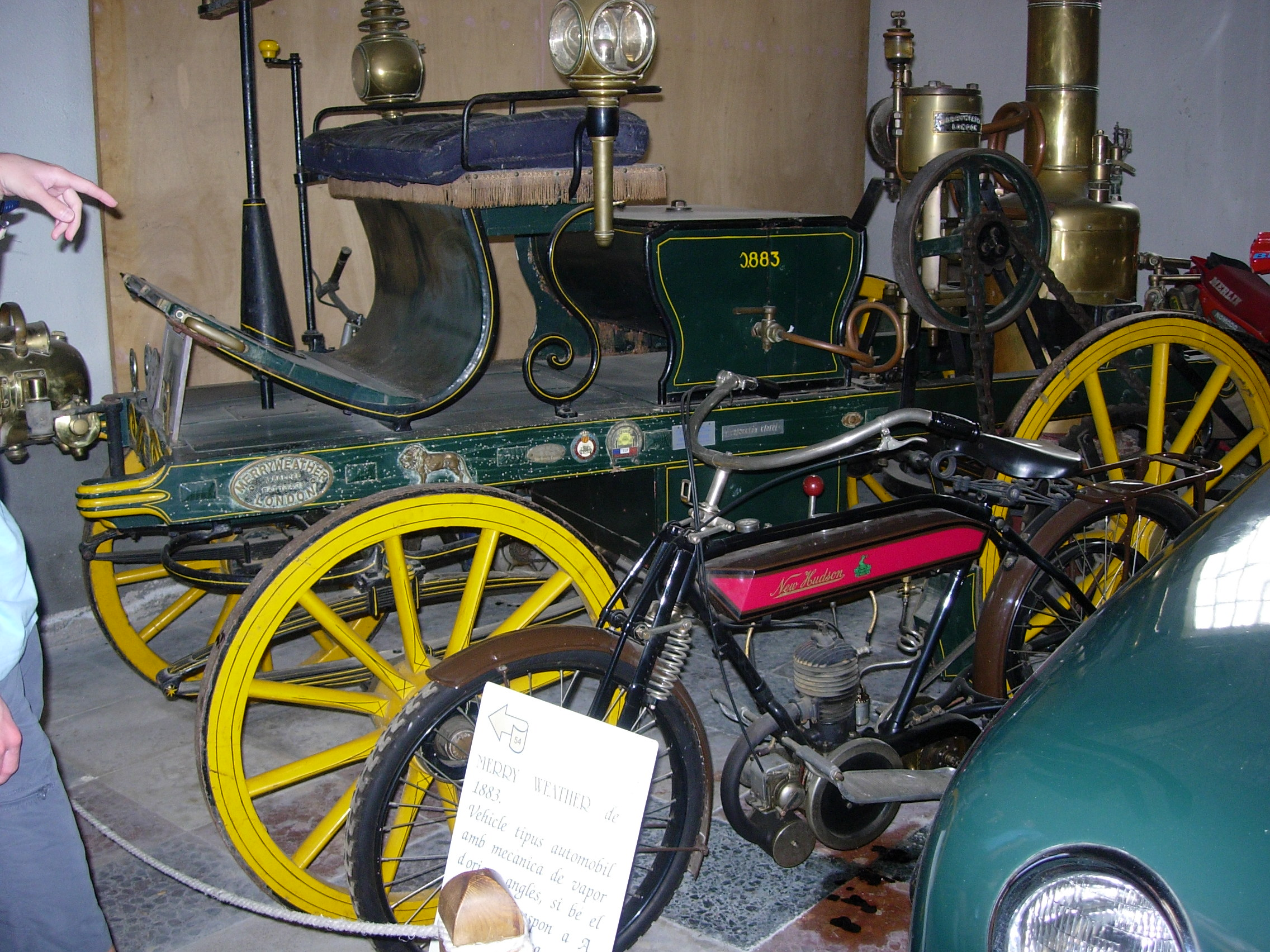
Merry Weather de 1883, de la col·lecció.

Inclou 307 peces entre cotxes, material d'aviació, motocicletes, velocípedes i motors estacionaris, a més d'altres objectes relacionats amb la indústria automobilística.
S'hi troben automòbils de totes les marques i èpoques, amb especial representació de la indústria catalana i espanyola. Mostra peces històriques com un Merry Weather de 1883 amb motor de vapor o un Ford Sierra Cosworth de 300 cavalls amb què Carlos Sainz es va proclamar Campió d'Espanya de Ral·lis l'any 1987, així com la rèplica del Bonet, el primer automòbil construït a Catalunya.
També s'hi troben, entre d'altres: 
- Un Kapi de l'any 1954 fabricat a Barcelona per Federico Saldaña, del qual només se'n van fer 77 unitats durant els 5 anys en què es fabricà.
- Un Gogomobil 350 fabricat a Bilbao l'any 1964 amb motor de 2 temps i 2 cilindres.
- Un Mercedes Benz 130 dissenyat per Porsche al qual Mercedes Benz va aplicar un motor de 4 cilindres refrigerat per aigua. El seu disseny va ser utilitzat posteriorment en la fabricació de l'Escarabat de la Volkswagen.
- Un David, model Duque de Montpensier, fabricat a Barcelona l'any 1917 amb motor de 4 cilindres, transmissió per corretges i suspensió independent.
- Un Salvador de 1922 fabricat a Barcelona amb xassís R517, exemplar únic fabricat per Salvador Grau.
- Un Hispano Suiza T49 fabricat a Barcelona el 1924.
- Un Siata Española SA fabricat a Tarragona el 1961, model Turisa.
- Un Biscuter Voisin del 1954.

Així mateix, inclou sis models diferents de Ford T que constitueixen una excepcional col·lecció per ells mateixos.

### Vehicles de personatges coneguts
Dins de la col·lecció hi ha cotxes que van pertànyer a diverses personalitats:
- El Peugeot model 127 de 1918 del pare de Juan de la Cierva que arrossegava l'autogir, que va inventar, i que surt a moltes fotografies de l'època (anys 20).
- El Mercedes Benz 190 SL de 1959 del futbolista Paco Gento.
- El Ford A de 1931 que l'actriu Madeleine Carroll feia servir a la seva casa de Sant Antoni de Calonge.
- Un SEAT 600 D grup 5 de 1965 amb què Salvador Servià s'inicià a l'esport de l'automòbil.
- Un Hispano Suiza que va pertànyer a Picasso.

També inclou el Topolino que Mussolini va obsequiar a Queipo de Llano, que va navegar molts anys al vaixell escola Juan Sebastián Elcano i que els oficials feien servir quan arribaven a port, i el Cadillac El Dorado de 1954 blindat, que va ser propietat de Franco.